# Diprosopus

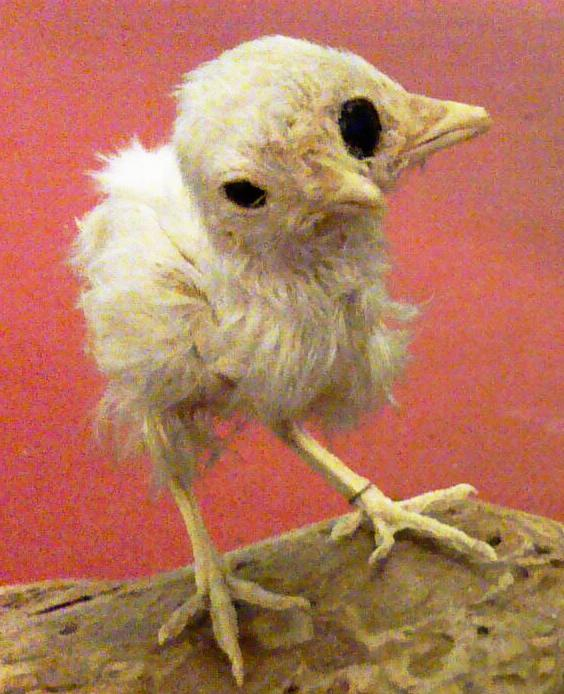
Diprosopus u kury domowej

Diprosopus (z gr. διπρόσωπος, „z dwiema twarzami”, od δι-, di-, „dwa” i πρόσωπο[ν], prósopo[n], „twarz”, „osoba”; z łacińską końcówką fleksyjną) – bardzo rzadka wada wrodzona, polegająca na zdwojeniu części lub całości struktur twarzy.